# Chinda
Chinda (uit het Nahuatl: "Net") is een gemeente (gemeentecode 1609) in het departement Santa Bárbara in Honduras.
Het dorp ligt in de Vallei van Chinda, aan de rivier Ulúa.

## Bevolking
De bevolking is als volgt verdeeld:
| Vrouwen | 2371 | 48,5% |
| Mannen  | 2515 | 51,5% |

## Dorpen
De gemeente bestaat uit tien dorpen (aldea), waarvan het grootste qua inwoneraantal: Chinda (code 160901).